# DR-Baureihe VT 137.5–6
In den Nummernbereich 137 501ff ordnete die Deutsche Reichsbahn die ab dem 1. April 1949 übernommenen vier- und mehrachsigen Triebwagen  der nichtreichsbahneigenen Eisenbahnen des öffentlichen Verkehrs in der sowjetischen Besatzungszone bzw. der DDR ein. Das Nummernschema trat zum 1. Januar 1950 in Kraft.
Dabei waren folgende Nummernbereiche vorgesehen:
- 137 501 bis 137 510: benzinmechanischer Antrieb, Normalspur
- 137 511 bis 137 530: dieselmechanischer Antrieb, Normalspur
- 137 531 bis 137 540: dieselmechanischer Antrieb, Schmalspur
- 137 551 bis 137 560: dieselelektrischer Antrieb, Normalspur
- 137 561 bis 137 570: dieselelektrischer Antrieb, Schmalspur
- 137 571 bis 137 580: dieselhydraulischer Antrieb, Normalspur
- 137 600: Triebzug dieselmechanischer Antrieb, Schmalspur

Beiwagen wurden in die Nummerngruppen 147 501ff und Steuerwagen in 145 500ff eingeordnet.
| DR-Betriebsnummer | Betriebsnummer bei Anlieferung              | Bemerkung                                                                                                 |
| ----------------- | ------------------------------------------- | --- |
| VT 137 511–512    | Ruppiner Eisenbahn Nr. 80 und 82            | DWK Modell IV a Normalspur, Baujahr 1924, 125 PS; 137 511 umgebaut in Beiwagen 147 081                    |
| VT 137 513        | Ruppiner Eisenbahn Nr. 84                   | DWK Modell IV a Normalspur, Baujahr 1924, 125 PS                                                          |
| VT 137 514        | Salzwedeler Kleinbahnen Nr. 91              | DWK Modell IV Normalspur, 1. Einsatz KWW, Baujahr 1924, 100 PS                                            |
| VT 137 515        | Kleinbahn Erfurt-Nottleben Nr. 97           | DWK Modell IV Normalspur, 1. Einsatz KBA, Baujahr 1924, 150 PS                                            |
| VT 137 516        | Altmärkische Kleinbahn Nr. 95               | DWK Modell IV Normalspur, 1. Einsatz KyK, Baujahr 1925, 150 PS                                            |
| VT 137 517        | Kleinbahn Osterburg-Deutsch Pretzier Nr. 96 | DWK Modell IV Normalspur, 1. Einsatz KOP, Baujahr 1924                                                    |
| VT 137 518–519    | Salzwedeler Kleinbahnen Nr. 92 und 93       | DWK Modell IV Normalspur, 1. Einsatz SWKB, Baujahr 1925                                                   |
| VT 137 520        | Stendaler Kleinbahn Nr. 97                  | DWK Modell IV Normalspur, 1. Einsatz Stendaler Kleinbahn, Baujahr 1925, 100 PS                            |
| VT 137 521        | Ruppiner Eisenbahn Nr. 85                   | DWK Modell IV a Normalspur, Baujahr 1925; 125 PS, Wagen mit anderer Fabriknummer 1931 erneut ausgeliefert |
| VT 137 522        | Kleinbahn Osterburg-Deutsch Pretzier Nr. 4  | |
| VT 137 523–524    | Osthavelländische Kreisbahnen Nr. 5 und 6   | Achsfolge (1A)(A1); Waggonfabrik Wismar; Bauart Mosel                                                     |
| VT 137 525        | Ruppiner Eisenbahn Nr. 103                  | Christoph & Unmack; Achsfolge Bo’2’                                                                       |
| VT 137 526        | Kreisbahn Beeskow-Fürstenwalde T1001        | LHB; Achsfolge Bo’2’                                                                                      |
| VT 137 527        | Oderbruchbahn VT 105                        | Achsfolge (1A)(A1); Waggonfabrik Wismar; Bauart Mosel                                                     |
| VT 137 528        | Niederbarnimer Eisenbahn T 4                | Achsfolge (1A)(A1); Waggonfabrik Wismar; dieselmechanisch mit Ardelt-Getriebe                             |
| VT 137 531–532    | FKB T 1 und 2                               | 1000 mm Schmalspur                                                                                        |
| VT 137 551        | Osterwieck-Wasserlebener Eisenbahn T 04     | Bachstein-Triebwagen; Achsfolge Bo’2’; Linke-Hofmann-Busch                                                |
| VT 137 552        | StTE VT 01                                  | Achsfolge Bo’2’; Waggonfabrik Wismar                                                                      |
| VT 137 553–554    | Brandenburgische Städtebahn 301 und 303     | Achsfolge Bo’2’; Achsstand 16.725 mm                                                                      |
| VT 137 555        | Weimar-Berka-Blankenhainer Eisenbahn T 05   | zweiteiliger Triebzug                                                                                     |
| VT 137 556–558    | Brandenburgische Städtebahn Nr. 304 bis 306 | Achsfolge (A1A) Bo’; Achsstand 18.800 mm                                                                  |
| VT 137 559        | Niederbarnimer Eisenbahn T 1                | Dessauer Waggonfabrik; Achsfolge Bo’2’                                                                    |
| VT 137 560        | Niederbarnimer Eisenbahn T 5                | Dessauer Waggonfabrik; Achsfolge (A1A) Bo’                                                                |
| VT 137 561        | NWE T 1                                     | 1000 mm Spurweite                                                                                         |
| VT 137 562–564    | PLB Nr. 1125 bis 1127                       | 1000 mm Spurweite, Brissonneau et Lotz                                                                    |
| VT 137 565–566    | NWE T 2 und T 3                             | 1000 mm Spurweite                                                                                         |
| VT 137 571        | HBE T 3                                     | Hersteller MAN; hydraulische Kraftübertragung                                                             |
| VT 137 600        | DR 136 600                                  | 750 mm Spurweite, Neuausbau aus den Resten eines lettischen Triebzuges Nr. 901–903                        |

## Nachweise
1. ↑  Rolf Löttgers: Der Triebwagen-Typ IV der Deutschen Werke Kiel. In: Die Museums-Eisenbahn. Nr. 3, 1989 (museumseisenbahn.de [PDF]).